# Walter Albien
Walter Georg Richard Albien (* 14. November 1879 in Eydtkau; † 12. Dezember 1964 in Schönberg) war ein deutscher Tierarzt.

## Leben
Walter Albien war ein Sohn des ostpreußischen Eisenbahnassistenten August Ferdinand Albien (* 1842) und dessen Ehefrau Ludmilla Amalia Rosetta, geborene Krispien. Er studierte Naturwissenschaften und Veterinärmedizin an der Universität München und der Tierärztlichen Hochschule Berlin, wo er 1906 die Approbation erhielt.
Danach praktizierte Albien für kurze Zeit in Hutzfeld (heute in der Gemeinde Bosau) und assistierte am bakteriologischen Institut der Landwirtschaftskammer in Kiel, dessen Tierseucheninstitut Georg Bugge leitete. Während einer Säbelmensur verlor er ein Auge und konnte seine wissenschaftliche Laufbahn daher nicht fortsetzen. Am 1. Dezember 1908 nahm er eine Tätigkeit als praktizierender Tierarzt im holsteinischen Schönberg auf. 1909 promovierte Albien zum Dr. med. vet. an der Universität Gießen mit Untersuchungen über die uterine Tuberkulose-Infektion.
Am 5. Juli 1910 heiratete Albien in Schönberg Bertha Riis (* 10. Dezember 1875) aus Reisby. Ihr Vater Hans Nicolai Riis (* 27. Januar 1822) wirkte als Missionar an der afrikanischen Goldküste und Pastor in Reisby, ihre Mutter hieß Bolette Catharina, geborene Nicolaisen. Das Ehepaar Albien bekam vier Kinder.

## Werke
Obwohl Albien täglich praktizierte, publizierte er auch umfangreich, hielt Reden und führte praxisnahe Experimente durch. Seine Abhandlungen zeichneten sich durch eine scharfe Dialektik aus und waren logisch klar strukturiert. Dabei profitierte er von seinem breiten und genauen medizinischen Fachwissen. Dabei trat er den staatlichen Veterinärverwaltungen in Berlin und Kiel, die als fachlich führend galten, klar und offen entgegen.
Albien beschäftigte sich insbesondere mit der Rinderbrucellose. Er setzte sich dabei wiederholt für die erfolgversprechende frühzeitige Schutzimpfung weiblicher Jungrinder ein, die die Veterinärbehörde ablehnte.
Seit 1939 gab Albien Jahresberichte heraus, die der ostpreußische Tierarzt Puttkammer begonnen hatte. Bis 1959 erschienen 11 Bände mit dem Titel „Was gibt es Neues für den praktischen Tierarzt?“ Außerdem gründete er die Monatsschrift „Der praktische Tierarzt“, deren Schriftleitung er bis zum 41. Jahrgang am 31. Dezember 1960 innehatte.

## Ehrungen
Für seine Verdienste als Veterinärmediziner erhielt Albien 1954 das Verdienstkreuz des Verdienstordens der Bundesrepublik Deutschland. Die Deutsche Tierärzteschaft verlieh ihm ein Ehrenzeichen.